# Environmental Earth Sciences
Environmental Earth Sciences (vormals Environmental Geology) ist eine multidisziplinäre Fachzeitschrift für Geowissenschaften.